# Hamburgische Ehrendenkmünze
Die Hamburgische Ehrendenkmünze ist eine Auszeichnung des Hamburger Senats für Bürger der Hansestadt. In Gold ist sie die höchste Auszeichnung gemäß dem Ehrenbürgerrecht. In Silber wird sie Personen verliehen, die sich besondere Verdienste um den Schutz von Leben und Eigentum erworben haben.

## Beschreibung
Die Vorderseite der Medaille zeigt das rechte Profil der Hammonia, die einen Lorbeerkranz und eine Mauerkrone trägt. Auf der Rückseite ist ein großer Lorbeer- und Eichenkranz zu sehen, der von Bändern zusammengehalten wird. Außerdem zeigt sie das Hamburger Stadtwappen.
Der innere Bereich der Münze war vor der Verleihung frei. Bei der silbernen Ausführung erhielt er eine passende Widmung eingraviert. Die goldenen Medaillen bekamen eine mitgeprägte Widmung.

## Geschichte
Der Hamburger Rat beschloss am 21. Juli 1853, eine Ehrendenkmünze zu verleihen. Die Auszeichnung galt zunächst nur für Nichthamburger, die Personen aus Seenot gerettet hatten. Bei besonderen Anlässen konnten auch Hamburger Bürger, die sich außerhalb der Hansestadt Verdienste erworben und das Renommee der Stadt gemehrt hatten, die Münze bekommen.
Der Entwurf der Auszeichnung stammte von dem Medailleur Heinrich Bubert, der von 1851 bis 1857 für den Berliner Medailleur Gottfried Bernhard Loos arbeitete. Die anfangs silberne Münze wurde ab 1855 auch in der goldenen Form verliehen. Bei Ende des Ersten Weltkriegs existierte auch eine Ausführung aus Eisen.

## Bekannte Preisträger
Die erste silberne Münze bekam 1858 Herm. Célestine Isidore Nivert, der als zweiter Capitain auf der französischen Bark Maurice gedient hatte. Die erste goldene Ausführung bekam am 1. Oktober 1855 der Afrikaforscher Heinrich Barth. Das einzige dokumentierte Exemplar aus Eisen erhielt 1917 der General Max von Boehn. Ab 1938 wurde die Münze (bis 1945?) auch in Bronze verliehen. Sie erhielt zum Beispiel 1939 der Verein für Hamburgische Geschichte.

### Ehrendenkmünze in Gold
Preisträger der goldenen Münze waren:
- 1855 (1. Okt.): Dr. Johann Heinrich Barth, nach Beendigung seiner Forschungsreise durch Westafrika
- 1858 (3. Nov.): Kapitän Ernest Renaud, Retter von 67 Passagieren der „Austria“
- 1858 (3. Nov.): Kapitän C. A. Funnemark, Retter von 22 Passagieren der „Austria“
- 1859 (4. Okt.): Chevalier Marcos Antonio de Araújo, Kaiserlich Brasilianischer Vertreter, bei seiner 25-jährigen Akkreditierung
- 1860 (Juni): Vincent Rumpff, für treue Dienste
- 1860 (Juni): Sir George Lloyd Hodges, Königlich Britischer Geschäftsträger, bei seinem Rücktritt ins Privatleben
- 1869 (26. Jan.): Johann Heinrich Schröder
- 1870 (Juni): John Ward, Königlich Britischer Ministerresident, bei seiner Abberufung
- 1873 (25. Juni): Carl Adolf Sterky, Königlich Schwedischer und Norwegischer Ministerresident, bei seinem Rücktritt ins Privatleben
- 1895: Generalpostmeister Heinrich von Stephan, zum 25-jährigen Amtsjubiläum
- 1897: HAPAG, zum 50. Firmenjubiläum
- 1903: Georg von Neumayer
- 1903:  Richard Koch, zum 50. Dienstjubiläum
- 1908: Richard Linde
- 1911: Edmund Siemers
- 1913: Karl Peter Klügmann, bei seinem Ausscheiden aus dem Amt
- 1927: Martin Donandt
- 1929: Hugo Eckener
- 1935: Hermann Göring (24. Preisträger)
- 1937: Wilhelm Frick, als Reichsminister des Innern Mitunterzeichner des Groß-Hamburg-Gesetzes
- 1939: Großadmiral Erich Raeder[6]

Vom Ende des Zweiten Weltkriegs bis 2008 wurden acht goldene Münzen vergeben. Bis 2019 waren es insgesamt 38.
- 1956: Phoenix-Werke, zum 100. Firmenjubiläum
- 1960: Adolph Schönfelder
- 1967: Max Brauer, anlässlich seines 80. Geburtstages
- 1976: Herbert Weichmann
- 1984: Alfred Toepfer
- 1985: Hiltgunt Zassenhaus
- 1990: Rolf Liebermann
- 1994: Werner Otto
- 2009: Lucille Eichengreen
- 2019: Esther Bejarano
- 2019: Peggy Parnass
- 2020: Hermann Rauhe[8]

### Ehrendenkmünze in Silber
Die Hamburgische Ehrendenkmünze in Silber wurde erstmals 1858 verliehen. Vor der Stiftung der Hamburgischen Rettungsmedaille im Jahr 1903 wurde sie als Auszeichnung für die Rettung aus Seenot vergeben, und zwar in den Jahren 1858 bis 1871 insgesamt 22 Mal. Bis auf eine Ausnahme handelte es sich bei den Geehrten um Kapitäne und andere Besatzungsmitglieder fremder Schiffe und Boote, die die Mannschaft und (seltener) Passagiere Hamburger Schiffe aus Seenot gerettet hatten. Nur im Jahr 1861 wurde die Ehrendenkmünze auch dem Kapitän eines hamburgischen Schiffes verliehen.
- 1858: Herm. Célestine Isidore Nivert, zweiter Kapitän der französischen Bark „Maurice“
- 1858: Ferdinand Bertheau, Leutnant desselben Schiffes
- 1858: Marcus S. Jacobsen, erster Steuermann der norwegischen Bark „Catharina“
- 1858: Ole Peter Pedersen, zweiter Steuermann desselben Schiffes – alle vier für Rettung der Passagiere der „Austria“
- 1859: Jean Pierre Gueule, Führer eines Fischerbootes, für Rettung der Mannschaft des hamburgischen Schiffes „Carl Staegemann“
- 1859: Thomas, William und David Davies aus Swansea, britische Fischer, für Rettung der Mannschaft des hamburgischen Schiffes „Stadfeldt“
- 1860: George McMillan, Kapitän des britischen Dampfboots „Sir James Brook“ für Rettung der Mannschaft des hamburgischen Schiffes „Helene“
- 1861: John Tye, Kapitän des britischen Schiffes „Tryal“, für Rettung der Mannschaft des hamburgischen Schiffes „Hansa“
- 1861: Hein von Appen, Kapitän des hamburgischen Schiffes „Alliance“ für Rettung der Mannschaft des hamburgischen Schiffes „Ar“
- 1862: Jens Jacob Nicolai Wilse, Kapitän des norwegischen Schiffes „Hazard“, für Rettung der Mannschaft des hamburgischen Schiffes „Friederike Christine“
- 1862: M. Pasmore, Kapitän des britischen Schiffes „Solent“ und
- 1862: G. P. Lass, erster Steuermann desselben Schiffes, für Rettung der Mannschaft des hamburgischen Schiffes „Beatus“
- 1864: V. G. Morvan, Kapitän des französischen Schiffes „Venus“, für Rettung der Mannschaft des hamburgischen Schiffes „Sir Robert Peel“
- 1864: Edward Wilds, Kommandeur des britischen Kriegsschiffes „Swallow“, für Rettung der Mannschaft des hamburgischen Schiffes „Hamlet“
- 1864: Eugenio Sanchez y Zayas, Kommandeur der spanischen Korvette „Navarez“, für dem hamburgischen Schiff „Malvina Vidal“ geleistete Hilfe
- 1865: Arie Weltevreden, niederländischer Schiffer, für Rettung der Mannschaft des hamburgischen Dampfschiffes „Archimedes“
- 1866: Juan Baptista Bescos, Kapitän des spanischen Schoners „Trafalgar“ für Rettung des hamburgischen Schiffes „Jacatra“
- 1867: H. Henrichsen, Kapitän der norwegischen Bark „Der 30. September“ für Rettung der Mannschaft des hamburgischen Schiffes „Humboldt“
- 1868: Nielsen, Kapitän des dänischen Schiffes „Doris Brodersen“, für Rettung der Mannschaft des hamburgischen Schiffes „Emma“
- 1871: Viacava, Kapitän des Schiffes „Nuova Gemma“, für die Rettung der Mannschaft des hamburgischen Schiffes „Carl“

Nach dieser Zeit wurde die Ehrendenkmünze in Silber erst im Jahr 1942 erneut verliehen. Empfänger war der Königlich Dänische Außerordentliche Gesandte und Bevollmächtigte Minister Marinus Yde anlässlich des von ihm gegründeten Altersstiftes „Rosenborg“ (nahe Börnsen) sowie nicht genauer bezeichneter anderer „hervorragender Unterstützung“.
Die letzten Träger dieser Auszeichnung sind Menschen, die erhebliche Leistungen bei der Entschärfung und Räumung der zahlreichen in Hamburg vorhandenen Bomben und Sprengkörper aus dem Zweiten Weltkrieg vollbracht haben:
- 1951: Walter Merz
- 1951: Friedrich Ahlf
- 1974: Erich Frodermann
- 1986: Heinz Gäbler
- 2010: Peter Voß und Manfred Schubert, ehemalige Leiter des Kampfmittelräumdienstes
- 2018: Hermann Borelli, ehemaliger stellvertretender Leiter des Kampfmittelräumdienstes[11]
- 2021: Peter Bodes, ehemaliger Leiter des Kampfmittelräumdienstes[12]

### Ehrendenkmünze in Bronze
Die Hamburgische Ehrendenkmünze in Bronze wurde 1938 gestiftet und erstmals verliehen (damals als „Ehrenmedaille“ bezeichnet). Bis 1942 wurden 157 Personen ausgezeichnet; darüber hinaus erfolgten Verleihungen aber bis mindestens 1943.
Preisträger (Auswahl):
- 1938: Generalintendant Heinrich Karl Strohm[14]
- 1939: Der Verein für Hamburgische Geschichte[15]
- 1939 oder 1940: Die Mathematische Gesellschaft in Hamburg[16]
- 1941: Oberarbeitsführer Leonhard Munzert[17]
- 1942: Richard Ohnsorg[18]
- 1939–1943: Besatzungen Hamburger Schiffe anlässlich der Überwindung britischer Blockademaßnahmen[19]